# Eriopyga syntypica
Eriopyga syntypica là một loài bướm đêm trong họ Noctuidae.